# Papa-taoca-da-bahia
Papa-taoca-da-bahia ou olho-de-fogo-rendado (nome científico: Pyriglena atra) é uma espécie de ave da família dos tamnofilídeos. Trata-se de espécie rara, endêmica dos estados brasileiros de Bahia e Sergipe.

## Taxonomia
O papa-taoca-da-bahia foi descrito pelo naturalista inglês William Swainson em 1825, recebendo o nome binomial de Drymophila atra. O gênero atual Pyriglena foi introduzido pelo ornitólogo alemão Jean Cabanis em 1847.

## Descrição
A espécie possui cerca de 17,5 cm de comprimento. Seus olhos são vermelhos. O macho é negro e tem uma mancha de penas pretas com bordas brancas nas costas. A fêmea é marrom-avermelhada com plumagem marrom, cauda preta e garganta branca. Seu canto é uma série de sons.

## Comportamento

### Reprodução
O ninho fica no chão e bem camuflado. É esférico com cobertura de folhas secas e revestimento interno de fibras de piaçava. Fêmeas e machos incubam e fornecem os cuidados parentais.

### Dieta
O pássaro forrageia na vegetação emaranhada dentro de três metros do solo, às vezes alimentando-se mais alto no dossel. Pode ser solitário ou pode se alimentar em pares ou em pequenos grupos familiares. Os alimentos incluem baratas, gafanhotos, formigas-aladas, lagartas e lagartixas. Também comem rãs.

## Distribuição e habitat
O pássaro é endêmico do Brasil, onde é residente em uma pequena faixa do bioma Mata Atlântica. Habita o sub-bosque nas bordas das florestas tropicais primárias e secundárias de planície. Vive em habitat de floresta densa, evitando áreas abertas e ensolaradas. A distribuição da espécie se estende do sul de Sergipe ao nordeste da Bahia, cobrindo cerca de 5.000 km² de habitat fragmentado.

## Conservação
A população total é estimada entre 1000 e 2500 indivíduos. Acredita-se que esteja diminuindo rapidamente devido à perda de habitat. A agência USFWS, do governo federal norte-americano, a considerou em 2010 uma "espécie em perigo". É uma espécie protegida pela legislação brasileira.